# TAP Gallery
TAP Gallery（タップギャラリー）は、東京都江東区三好3-2-8に所在したギャラリーである。

## 概要
2009年12月に齊藤明彦、佐久間元、湊庸祐、村越としやの写真家4名により共同で設立された。
2019年年度末を以て、活動終了。
所属する作家(主に写真家)により共同運営される自主ギャラリーで、メンバーによる2週間毎の個展のほか、企画展やワークショップの開催、プリント等の販売を行う。また写真集やZINEの出版レーベルとしても運営されている。

## 所属作家

### 現メンバー(50音順)
- 大塚和也
- 小野淳也
- 神田開主
- 小山幸佑
- 中野翔大朗
- フジモリメグミ

### 過去所属メンバー
- 齊藤明彦
- 湊庸祐
- 村越としや
- 佐久間元
- 福居信宏
- 鈴木隆朗